# Frédéric Delalande
Pour les articles homonymes, voir Delalande.
Frédéric Delalande, né le 13 avril 1969 à Saint-Nazaire, est un coureur cycliste français. Professionnel en 1999 au sein de l'équipe Crédit agricole, il a notamment remporté le Tour de Guadeloupe, le Tour de La Réunion et, à trois reprises, le Tour de Martinique, duquel il détient le record de victoires. Il a été sacré champion de France amateurs sur route en 2002 après le déclassement de Freddy Bichot, contrôlé positif aux corticoïdes.

## Palmarès
- 1989
  - 3e du championnat des Pays de la Loire
- 1991
  - Tour de Martinique
- 1993
  - Redon-Redon
  - 2e des Deux Jours cyclistes de Machecoul
  - 3e de Nantes-Segré
- 1994
  - Grand Prix de Cannes
  - Tour de Martinique
  - 2e du Tour de Loire-Atlantique
  - 2e du Tour des Landes
- 1995
  - Grand Prix d'Antibes
  - 2e de Nantes-Segré
  - 2e du Tour de Martinique
  - 3e du championnat des Pays de la Loire
- 1996
  -  Champion d'Europe de la police
  -  Champion de France de la police du contre-la-montre par équipes
  - Grand Prix d'Antibes
  - Grand Prix de Peymeinade
  - Tour de la Dordogne :
    - Classement général
    - 1re et 2e étapes

  - 5e étape du Grand Prix de la Somme
  - Trois étapes du Tour de Nouvelle-Calédonie
  - 2e de La Pyrénéenne
  - 2e des Boucles catalanes
  - 2e du Grand Prix de Plumelec amateurs
  - 2e du Tour de Nouvelle-Calédonie
  - 3e du Souvenir Vietto-Gianello
  - 3e de Manche-Océan
  - 3e du Grand Prix de Fougères
- 1997
  - Circuit du Morbihan
  - 1re et 3e étapes du Tour de Meurthe-et-Moselle
  - Tro Bro Leon
  - Boucles guégonnaises
  - Tour du Tarn-et-Garonne :
    - Classement général
    - 1re étape

  - Tour Nivernais Morvan
  - Circuit des Remparts à Guérande
  - 2e étape du Tour d'Ille-et-Vilaine
  - Prix des Vins Nouveaux
  - 2e du Grand Prix de Fougères
  - 2e du Tour d'Ille-et-Vilaine
  - 3e du Ruban granitier breton
  - 3e du Circuit des Remparts
- 1998
  -  Champion de Bretagne
  - Circuit de la Nive
  - Boucles guégonnaises
  - Tro Bro Leon
  - 1re étape du Tour de la Manche
  - Tour de Loire-Atlantique :
    - Classement général
    - 3e étape (contre-la-montre)

  - Tour du Béarn
  - Jard-Les Herbiers
  - Grand Prix de Fougères
  - 2e étape du Tour des Landes
  - 2e de la Route du Pays basque
  - 2e de la Flèche de Locminé
  - 2e du Grand Prix de Blangy
  - 3e du Tour de la Manche
  - 3e du Grand Prix de Saint-Georges-sur-Loire
- 2000
  - Ronde des Pyrénées
  - Grand Prix de Bayonne
  - Manche-Atlantique
  - Flèche de Locminé
  - Classic Loire-Atlantique
  - Tour du Canton de Gémozac
  - 4e étape du Tour des Landes
  - Tour de Seine-et-Marne
  - Prologue du Tour de Nouvelle-Calédonie
  - 2e du Circuit de la Nive
  - 2e du Tour du Labourd
  - 2e de Bordeaux-Saintes
  - 2e d'Orvault-Saint Nazaire-Orvault
  - 2e de la Ronde mayennaise
  - 2e du Grand Prix de Villapourçon
  - 2e du Tour de Nouvelle-Calédonie
  - 3e des Boucles de l'Océan
  - 3e de la Route bretonne
  - 3e de Tarbes-Sauveterre
- 2001
  - Essor basque
  - Route de l'Atlantique
  - Boucles guégonnaises
  - Grand Prix U
  - 3e étape du Tour Nivernais Morvan
  - 1re étape des Trois Jours de Cherbourg
  - Grand Prix de Fougères
  - 2e de Paris-Troyes
  - 2e du Circuit du Morbihan
  - 2e des Trois Jours de Cherbourg
  - 3e du Tour de Moselle
- 2002
  -  Champion de France sur route amateurs
  - Tour du Labourd
  - Tour Nivernais Morvan
  - Tour de Guadeloupe :
    - Classement général
    - Prologue et 8eb étape (contre-la-montre)

  - Circuit du Viaduc
  - Grand Prix de Fougères
  - Tour de Nouvelle-Calédonie :
    - Classement général
    - 9eb étape (contre-la-montre)

  - 2e du Prix des Vins Nouveaux
  - 3e du championnat de Bretagne
  - 3e du Tour de la Dordogne
  - 3e de Paris-Connerré
- 2003
  - 1re étape du Ruban granitier breton
  - 6e étape du Tour de Franche-Comté
  - 5e étape du Tour de la Dordogne
  - Tour de la Porte Océane
  - Tour de Nouvelle-Calédonie :
    - Classement général
    - 9e étape

  - 2e du Ruban granitier breton
  - 2e du Grand Prix de Beuvry-la-Forêt
- 2004
  -  Champion d'Europe de la police du contre-la-montre
  - 4e étape du Tour de Franche-Comté
  - 2e, 3e (contre-la-montre) et 5e étapes du Tour de la Dordogne
  - Circuit des Remparts
  - 6e étape du Tour de Nouvelle-Calédonie
  - 2e du Tour du Labourd
  - 2e du Prix de la Saint-Laurent
  - 2e du Tour de Nouvelle-Calédonie
- 2005
  - Tour de Martinique :
    - Classement général
    - 4e et 7eb (contre-la-montre) étapes

  - Prix des falaises
  - 2e étape des Deux Jours cyclistes de Machecoul (contre-la-montre)
- 2006
  - Tour de La Réunion :
    - Classement général
    - 3e et 5ea (contre-la-montre) étapes

  - 3e du Tour des Deux-Sèvres
- 2007
  - 2eb (contre-la-montre) et 3e étapes du Tour de Guyane
  - 3e du Tour des Deux-Sèvres
- 2009
  - 3e étape du Tour de Marie-Galante
  - 3e du Tour de Marie-Galante
- 2011
  -  Champion de France de la police vétérans[2]

## Classements mondiaux
| Année           | 2005 |
| --------------- | ---- |
| UCI Europe Tour | 192e |